# Philippe Courard
Philippe D.Gh. Courard (ur. 2 września 1966 w Namur) – belgijski polityk i samorządowiec, w latach 2014–2019 przewodniczący Parlamentu Francuskiej Wspólnoty Belgii, minister w rządzie Regionu Walońskiego i sekretarz stanu w rządzie krajowym.

## Życiorys
Ukończył szkołę pedagogiczną w Virton, w latach 90. pracował jako nauczyciel przedmiotów ścisłych i geografii w Bastogne. Zaangażował się w działalność walońskiej Partii Socjalistycznej, kierował jej strukturami w prowincji Luksemburg. Od 1988 był radnym w Hotton, od 1995 do 2012 zajmował fotel burmistrza tego miasta. Pracował także jako doradca ministrów w rządzie walońskim Willy’ego Taminiaux i André Flahaut, był szefem komunalnej spółki transportowej fundacji rolniczej Walonii.
W 2003 wszedł w skład rządu Regionu Walońskiego jako minister ds. zatrudnienia i szkoleń, następnie między 2004 a 2009 kierował resortem spraw wewnętrznych i służby cywilnej. Następnie zajmował stanowiska sekretarza stanu w federalnym ministerstwie spraw społecznych, odpowiadając za: integrację społeczną (2009–2011), ryzyko zawodowe (2011–2013) i politykę naukową (2013–2014). W 2004, 2009, 2014 i 2019 wybierany do Parlamentu Francuskiej Wspólnoty Belgii. Od 2010 do 2011 zasiadał w Izbie Reprezentantów, a w 2014 i 2019 uzyskiwał również mandat w Parlamencie Walońskim. Od listopada 2014 do września 2019 przewodniczył parlamentowi wspólnoty francuskiej. W 2019 dokooptowany do krajowego Senatu z ramienia Parlamentu Walońskiego.
Żonaty, ma troje dzieci.

## Odznaczenia
Odznaczony Orderem Leopolda II klasy (2019).